# 古斯塔夫阿道夫王子海
古斯塔夫阿道夫王子海（Prince Gustav Adolf Sea）是加拿大北部的陸緣海，位於博登島和埃勒夫靈內斯島之間的北冰洋，由基吉柯塔魯克地區負責管轄，名稱取自瑞典國王古斯塔夫六世·阿道夫。